# シリアス・サム2
シリアス・サム2(Serious Sam 2)はCroteamが開発しMicrosoft WindowsとXbox向けに発売されたファーストパーソン・シューティングゲーム。 2002年のビデオゲーム『Serious Sam: The Second Encounter』の続編であり2005年10月11日に発売された。 本作は初めはテイクツー・インタラクティブの子会社の2K Gamesが発売し、2012年1月31日にSteamでデジタル版が入手できるようになった(デジタル版はDevolver Digitalが発売)。ゲームは元々はMicrosoft WindowsとXboxのみで発売されたが、ゲームの非公式Linux版が制作され、 「Linux Installers for Linux Gamers」が非公式版を取り扱っている。
シングルプレイヤーキャンペーンでは、人類の破壊を目論む地球外生命体の君主「メンタル(Mental)」の軍隊と戦う英雄サム・「シリアス」・ストーン(Sam "Serious" Stone)の冒険が描かれ、プレイヤーはサムを操作することになる。『Serious Sam: The Second Encounter』の出来事の後がゲームの舞台であり、サムはメンタルを倒すためのメダリオンのパーツを収集しに様々な世界へと旅する。彼はシリアンの大評議会(Sirian Great Council)の指導や彼が訪れた世界の原住民からの散発的な援助を受けた。マルチプレイヤーモードにはオンライン協力プレイとデスマッチがあり、後者はパッチで導入された 。「Computer Gaming World」はシリアスサムを5.0点中4.5点と評価したが、全体的には本作はメディアから中程度の賞賛を獲得し、GameRankingsの平均は75%となっている
Croteamは同時にゲームで使うために以前のゲームエンジン「シリアスエンジン(Serious Engine)」の後継の「シリアスエンジン2」を開発し、このエンジンはハイダイナミックレンジ合成(HDR)やlight bloomなどの当時の他の先進的なゲームエンジンの機能の多くを持っており、マルチプレイヤー試合の検索にXfireとGamesSpy Arcadeの両方の統合をサポートしている。シリアスサム2はこれまでのところプロプライエタリエンジンを使う唯一のゲームであるが、シリアスエンジン2はライセンス供与によって利用が可能になっている。

## ゲームプレイ
シリアスサム2のゲームプレイはプレイヤーが一度に数十の敵を倒すことで殆どが成り立っているため比較的単純なものである。ゲームのストーリーはプレイヤーがチャプターからチャプターへとどのように移動するかの方法と理由を確立している。これはできるだけ多くの敵を殺すためにプレイヤーをある場所から別の場所へと運ぶものとしてストーリーが単に存在し、プロットはプレイヤーが結果に関係なく無視できる単なるメッセージで構成されていたシリーズの過去作からの重要な変更である。シリアスサム２はストーリーをより目立たせてはいるが、未だにできるだけ敵を殺すことに重点を置いている 。ストーリーはゲーム中に散在し特に各惑星の開始と終了時に使われるカットシーンを通じて展開される
プレイヤーは一定数のライフ数と共に始まり、ライフ数はプレイヤーが全体力を失うことができる回数を現している(その後はプレイヤーが最後にセーブしたチェックポイントからすぐに復活する)。他のゲームでしばしば見られるようなより複雑なゲームプレイの仕組みは滅多に無く、遭遇した時でも通常はドアのロック解除または次のステージに進むために鍵・オブジェクトを探すことが求められるなどそれらはかなりシンプルである。プレイヤーが操作する乗り物 (ホバーバイクや円盤など)がシリアスサム2でシリーズに導入された。乗り物にはロケットランチャー、マシンガン、レーザータレットなどの砲塔が搭載されている
シリアスサム2の単純化したゲームプレイはシリーズの過去作と同様であるが、シリアスサム2のライフシステムはシリーズの(チェックポイントまたはセーブゲームから何回でも再開することができる)オリジナルゲームからの根本的な変更である 。シリアスサムのXbox版が「ライフシステム」を採用したシリーズ最初のゲームであるが、PC版でこのシステムを実装したのはシリアスサム2が初めてである
血とゴア表現は過去作に比べて改善し、ボス以外の全ての敵はバラバラにすることができた 。生きている敵は血と血まみれの肉片に分解することができ、クレアスケルトン(Kleer Skeletons)を除くアンデッドの敵は腐敗した部分と膿まで減らせる一方で、魔法生物の破壊は閃光と紫色のガスで示される。 パワーアップアイテムはゲーム全体に散在しており、特定のオブジェクトを破壊することで入手できる。ハーフライフ2のグラビティガンの効果と同様の方法でプレイヤーは特定のオブジェクトを持ち上げ操作できるが、外部デバイスは必要ない。
ゲームではチェーンガンやブラスター、ロケットランチャーを持つ兵士などファーストパーソン・シューティングで見られる様々な敵が登場する一方で、魔女、ぜんまい仕掛けのサイのおもちゃ、ショットガンを持った株式ブローカーのゾンビや自爆するピエロなど奇妙な敵も多く出現する。それぞれのチャプターでは「チャプター特有」の土着の敵も登場する。例えば惑星「Kleer」では飛行するKleerが登場し、東洋設定の惑星「Chi Fang」ではマーシャルアーツゾンビが登場する。 プレイヤーはまた訪れる惑星の各々の原住民である5つのノンプレイヤーキャラクター(NPC)のグループ(The Sirians、the Simbas、Zixies、Chi Che及びElvians)と出会い、彼らはゲームの様々な設定を通してプレーヤーを助ける。

### マルチプレイヤー
過去のシリアスサム作品では複数人が一緒にシングルプレイヤーキャンペーンをプレイできる協力プレイモードが有名だった。シリアスサム2の発売時には協力プレイが唯一のマルチプレイヤーモードであり過去作以上に協力プレイに重点を置いていたが、後にパッチでデスマッチが追加された 。PC版では最大16人で一緒にプレイすることができ、Xbox版はXbox systemlinkまたはXbox Liveのどちらかを通じて4人プレイできた 。過去作とは異なり、シリアスサム2はPCとXbox版どちらとも画面分割でのゲームプレイはサポートしていない。

### 武器
シリアスサム2の武器は主にシリアスサムシリーズの過去作の武器の改装版である。ロケットランチャー、グレネードランチャー、12ゲージ二連式ソードオフ・ショットガン及びスナイパーライフルなどの過去作の武器の殆どは本作でも登場する。 シリーズの定番であり、過去のシリアスサム作品の多くのボックスカバーに目立つように登場していた重要な武器ミニガンも登場する。シリアスボム(Serious Bomb)も画面上の全ての敵を排除することができるゲーム中最強の武器としての地位を維持しつつ本作にも登場する。シリアスボムは「ミニチュアのビッグバン」や「笑顔で即死」と表現され、ボムのサイズが原因で最大3発までしか持ち運ぶことができない。プレイヤーは「生命維持量子フィールド(Life-Preserving-Quantum-Field)」(TM)によりシリアスボムの絶大な威力から保護される。
シリアスサム2はかぎ爪で爆弾を掴みながら敵に向かって飛んでいき倒すオウム「Clawdovic Cacadoos Vulgaris」(名前はクロアチア語でKlodovikと発音し、漫画シリーズ『アラン・フォード』のオウム「Klodovik」を参照している)と投擲可能な手榴弾がシリーズ新武器として追加された。２つのリボルバーに加えて、本作は新デザインの追加の副装備が含まれる。「ハイドロ・プラズマチックハンドガン(Hydro-Plasmatic Handgun)」は少単位のエネルギーを「適度な発射速度」で発射でき、 ホーミングモードで撃つこともできる。本作にはシリーズの過去作のトミーガンを置きかえる2つのオートマチックUZIが登場する

## プロット
本作の物語は『Serious Sam: The Second Encounter』のエンディング直後から始まり、シリーズの英雄のサム・「シリアス」・ストーンは彼の宿敵メンタルを倒すための目標に向かっていた。ゲームの最初にシリアン大評議会の前にサムが召喚され、評議会はメンタルを倒す彼の目標をどうやって達成するかについてのガイダンスを提供した。評議会は5つの異なる惑星にそれぞれ存在するグループが一つずつ保有している古代のシリアンのメダリオン5つのピース全てを集めなければならず、サムがメダリオンの全パーツを持っていればメンタルは脆弱になると明かした。全ての惑星(Kleerを除く)のボブルヘッドのヒューマノイドの原住民は友好的であったが、問題は全惑星がメンタルの支配下にあるということだった。評議会はサムにメダリオンを再作成するために5惑星全てを訪れるよう指示し、その後サムは「The One」になると伝えられた。その時点では混乱したが、それより良い手段は無くサムはミッションを受け入れた。各惑星への冒険を経てメダリオンがついに完成し、サムはかつては地球を何度も訪れた偉大なシリアンの惑星で今はメンタル自身の領地となっているシリウス星にいる人類最大の敵メンタルへの最後の攻撃を開始する準備を整えた。しかしシリウス星へと入るために、サムはメンタルに対するシリアンの最終防衛線だったシリウス星の防御シールドを除去するために利用できる巨大なカノン砲があるシリウス星を周回する月「Kronor」の敵拠点を襲撃することを求められた。その後サムのミッションは続いていき、最終段階ではサムは「Mental Institution(メンタルの施設)」を無力化した後その中へと入り、メンタルの謁見室に入った。サムはついに光が消えた暗闇の中でメンタル本人と遭遇した。メンタルはサムに自分がサムの父親であると明かそうとしたが、言い終わる前にサムが彼を撃ちメンタルを永遠に黙らせた。その後、シリアン大評議会や惑星の住人は長い間待ち望んでいたメンタルに対する勝利を祝った。しかし部屋の明かりが戻った後、メンタルは結局謁見室におらず、サムが撃ったのはメンタルの王座に備え付けられていたスピーカーだったことが判明し、メンタルが恒星船で宇宙へと脱出するためにサムを騙したことが示唆された (Xbox版ではこのシーンを表示しない)。その後のクレジットロールでは、このエンディングがCroteamの悪いジョークの一つであるかもしれないことやメンタルとのボス戦がどれくらい大規模になるかについて議論する未知の三人による会話が再生される。
クレジット後の無声シーンではサムがメダリオンを手に持ちシリアンの大評議会へと戻ってきた。彼らはメダリオンを受け取ったが、サムはすぐに評議会がメダリオンで一杯のいくつもの段ボール箱を持っているのを見つけた。サムは激怒し、部屋で彼らを追いかけ回した。

## 開発
ゲームの公式発表の直後、シリアスサム2がComputer Games Magazineの2005年6月号のカバーストーリーとして特集され、後に2005年5月のE3で展示された。 E3エキスポではゲームの公式予告編が紹介され、展示フロアではゲームの初期ビルドがプレイ可能だった。E3でファンサイト「Seriously!」のオーナーでディレクターのJason RodzikとゲームプロデューサーのFernando Meloとの間での質疑応答セッションが行われている間にゲームプレイ映像を特集した30分間のゲームのプレビュー動画が撮影されている。PC版の体験版は2005年9月21日に公開され 、第2の体験版が2005年10月17日に公開された
2005年10月11日、PCとXbox向けにシリアスサム2が発売され、ゲームをバージョン2.064bに引き上げるパッチはその前日にリリースされた 。Croteamは時間的制約により機能のリストの多くがカットされたと語った
『Serious Sam: The First Encounter』などの過去作で使われてきたCroteamの以前の「シリアスエンジン」の後継版でシリアスサム2用のゲームエンジン「シリアスエンジン2」がゲーム自体の開発と並行して開発された。エンジンのより高度な機能には詳細な屈折効果、高解像度のテクスチャ、HDRライティング、light bloomエフェクトがある。

### リリースパッチ
ゲームの発売から二ヶ月後の2005年12月16日にCroteamはゲームをバージョン2.066に引き上げるパッチをリリースした。パッチによるゲームへの最も重要な変更はゲームの専用サーバーの追加であったが、パッチには様々なバグ修正も含まれていた 。2006年3月6日、Croteamは第二のパッチをリリースしゲームにデスマッチモードを追加した 。本作の最新のパッチは2006年4月24日にリリースされたバージョン2.070である。このパッチでは小規模なバグの修復とシリアスサム2で使われているゲームエンジンのシリアスエンジン2のコンテンツエディター「シリアスエディター2(Serious Editor 2)」が含まれていた

## レベルエディター
Croteamは彼ら独自のレベルエディター「シリアスエディター２」を開発し、それをシリアスサム2の開発に用いた。 このエディターは過去のシリアスサムゲームで使われたオリジナルのシリアスエディターよりもはるかに多くの機能を備えている。シリアスエディター2は3D Studio Maxなどのサードパーティ製の3Dプログラムとの間で中間ファイルフォーマットを経由してジオメトリをインポート・エクスポートすることができ、したがって3Dモデリングプログラム用のプラグインを簡単に制作することができるようになる。パーティクル・システムを作成する２つの方法がエディターに存在し、手続き型パーティクルシステムまたはエミッターシステムとして作成することができる。このエディターはまたC++に似た独自のインタープリタ型言語を搭載しており、それは比較的簡単なModプログラミング及びレベルデザイナーがゲームプレイのイベントをより直接的にコントロールできるようになるスクリプトエディターとデバッガを可能にしている。
標準的なレベルエディターに加えて、物理と衝突の設定用のメカニズムエディター、カメラパスとオブジェクトのアニメーション変更用のアニメーションエディター、キャラクターの骨格構造の設定用のスケルトンエディター、破壊エディター、メッシュエディター、モデルエディター、フォントエディターも存在する。 
シリアスエディター２のレベルエディターの最も重要かつ最も明確な特徴の一つはリアルタイム編集が可能なことである。 殆どのゲームでのレベルデザインのプロセスはエディターでレベルを変更し、コンパイルし、保存しその後別々にロードしてテストできるようにする必要がある、しかしながら、シリアスエディター2ではコンパイルを必要とせずにエディター内でレベルをプレイしテストできるようになっている。エディター内でレベルをプレイしている間、レベルデザイナーは編集モードへ直接切り替えて望ましい変更を加えた後プレイを続けることができ、レベル編集の最終段階を大幅に簡素化する

## 評価
シリアスサムシリーズの過去作『Serious Sam: The First Encounter』(GameSpotの2001年のPCゲームオブザイヤーを受賞)と『Serious Sam: The Second Encounter』とは異なり、シリアスサム2を賞賛するレビューは少なかった。GameRankingsでは本作の平均レビューは75%である 。Computer Gaming Worldの5.0点中4.5点が主流のメディアが付けた最も高いスコアであるが、大半のレビューは70%または80%の範囲内にある。他の注目すべきレビューとしてGameProの5点中4点の評価とGameSpyの5点中3.5点(Good)の評価がある。IGN はシリアスサム2を10点中8.2点と評価した。本作の主な批判の一つにThe First EncounterやThe Second Encounterよりもはるかに「シリアス(深刻)」ではなく、更に「漫画的」になっているというものだった 。反射面の過度の強調や奇妙な場違いのピクセルシェーディングはゲームの雰囲気を定義するというよりエンジン性能を誇示するものだと受け止められた。より明るい色彩とより陽気なサウンドトラックは過去作のリアルなエジプトの墳墓やマヤのピラミッドとは対照的にゲームの現実感を薄くしていると批判され、一部のプレイヤーはシリーズ過去作の武器は大きく強力な武器のように思えたが、シリアスサム2のそれはそうではなかったと不満を述べた。